# Bonniers Litterära Magasin
BLM – Bonniers Litterära Magasin var et tidsskrift som blev udgivet af Albert Bonniers Förlag, i Stockholm. Tidsskriftet kom ud i perioden 1932 til 2004. Under store dele af 1900'erne var BLM et vigtigt svensk tidsskrift for kritik og anmeldelser af ny litteratur og poesi. Tidsskriftet ophørte i 2004.

## Redaktører
- Georg Svensson 1932-1948
- Åke Runnquist 1949-1961
- Daniel Hjorth 1962-1966
- Lars Gustafsson 1966-1972
- Theodor Kallifatides 1972-1976
- Hans Isaksson 1976-1984
- Lars Grahn 1977-1982
- Lennart Hagerfors 1982-1987
- Ola Larsmo 1984-1989
- Åsa Beckman 1988-1990
- Magnus William-Olsson (vik) 1990
- Ola Larsmo 1990
- Jan Henrik Swahn (vik) 1990
- Magnus Palm 1991
- Maria Schottenius 1992-1993
- Stephen Farran-Lee 1993-1996
- Astrid Trotzig 1997
- Jan Henrik Swahn 1997-1999
- ingen udgivelser 2000-2001
- Kristoffer Leandoer 2002-2004